# Talpa occidentalis
Talpa occidentalis är en däggdjursart som beskrevs av Cabrera 1907. Talpa occidentalis ingår i släktet mullvadar och familjen mullvadsdjur. IUCN kategoriserar arten globalt som livskraftig. Inga underarter finns listade.
Denna mullvad förekommer i Portugal och Spanien. Arten når i bergstrakter 2300 meter över havet. Habitatet varierar men mullvaden undviker fast eller stenig jord där den inte kan gräva.
Enligt en studie från 1956 når arten en kroppslängd (huvud och bål) av 96 till 117 mm, en svanslängd av 26 till 35 mm och en vikt av 43 till 61 g. Den har cirka 15 mm långa bakfötter.
I magsäcken av olika exemplar hittades rester av insekter, insektslarver, maskar och av växter. Arten gräver liksom den mera kända mullvaden (Talpa europaea) underjordiska tunnelsystem med jordhögar vid utgångarna.